# Wätjenstraße
Die Wätjenstraße ist eine zentrale Erschließungsstraße in Bremen, Stadtteil Schwachhausen, Ortsteile Riensberg und Neu-Schwachhausen. Sie führt in einem großen Bogen von Südost Richtung Nordwest von der Georg-Gröning-Straße und Schwachhauser Ring zur Kulenkampffallee und H.-H.-Meier-Allee.
Die Querstraßen und Anschlussstraßen wurden benannt u. a. als Georg-Gröning-Straße nach dem Bremer Bürgermeister (1745–1825), Schwachhauser Ring nach dem Stadtteil, Emmastraße 1890 nach der mildtätigen Gutsbesitzerin und Gräfin Emma von Lesum (975/980–1038), Klattenweg nach einer alten Schwachhauser Bauernfamilie, Fritz-Gansberg-Straße 1957 nach dem Reformpädagogen (1871–1950), Ulrichsstraße nach dem Weinkaufmann Hans Ulrich (1872–1955), Melchersstraße nach der Unternehmerfamilie Melchers (Laurenz Melchers, Carl Melchers), H.-H.-Meier-Allee nach dem Mitgründer des Norddeutschen Lloyds (NDL) Hermann Henrich Meier (1809–1898) und Kulenkampffallee nach der alten Bremer Kaufmannsfamilie; ansonsten siehe beim Link zu den Straßen.

## Geschichte

### Name
Die Wätjenstraße wurde benannt nach den Bremer Reedern Diedrich Heinrich Wätjen (1785–1858) und Christian Heinrich Wätjen (1813–1887). Der liberale Diedrich Heinrich Wätjen war zudem auch von 1837 bis 1857 Bremer Senator. Christian Heinrich Wätjen war sein Sohn, der 1837 in die väterliche Reederei eintrat. Die zeitweise größte bremische Segelschiffflotte beförderte Waren und Auswanderer und bestand auch aus Walfangschiffen.

### Entwicklung
Der Ortsteil Riensberg (früher der bremische Gutsbezirk Riensberg) entwickelte sich ab um 1900 zunächst bis zur Emmastraße und im weiteren Verlauf dieser Straße nach 1960. Neu-Schwachhausen entstand zumeist nach dem Zweiten Weltkrieg ab den 1960er Jahren.

### Verkehr
Die Straßenbahn Bremen tangiert mit der Linie 6 (Universität – Flughafen) die Straße an der H.-H.-Meierallee. Die Linie 4 (Lilienthal – Arsten) ist an der Schwachhauser Heerstraße (HP: Bremer Friedhofsstraße) erreichbar.
Im Nahverkehr in Bremen tangiert die Buslinien 22 (Kattenturm-Mitte ↔ Universität) die Straße am Schwachhauser Ring.

## Gebäude und Anlagen
Die Straße ist überwiegend mit zwei bis viergeschossigen Wohnhäusern bebaut.
Erwähnenswerte Gebäude und Anlagen
- Nr. 6 bis 40: 2-gesch. verputzte Wohnhäuser als Bremer Häuser von um 1900/1910
- Nr. 13/15: 2-gesch. verklinkertes Doppelhaus mit hohem Sockelgeschoss (Bremer Haus) von um 1920/30
- Nr. 17: 2-gesch. Wohnhaus mit Giebel von um 1920/30
- Nr. 19 bis 25: 2-gesch. verklinkerte Wohnhäuser als Bremer Häuser von um 1920/1930
- Nr. 29a Ecke Emmastraße: 3-gesch. verklinkertes Wohn- und Bürohaus von um 1920/1930
- Nr. 31/33: 2-gesch. moderneres Doppelwohnhaus von nach 1970
- Nr. 39/49: 3  Denkmal geschützte Doppel Häuser
- Nr. 44 bis Klattenweg: Drei 3-gesch. Wohnhäuser von nach 1960 in  Zeilenbauweise, ein Gebäude mit 5-gesch. Kopfbau
- Klattenweg bis Nr. 104: Fünf L-förmige 3- bis 4-gesch. Wohnhausanlagen von nach 1960 mit Satteldach
- Nr. 101 bis 105: Drei 4-gesch. verputzte, dreiflügelige Wohnhäuser von um 1970 in offener Bauweise
- Nr. 107 bis 111 sowie 122 bis 150: 3-gesch. verputzte Wohnhäuser von um 1970 mit Satteldächern; in Nr. 146–150 auch Geschäfte